# Julio Romero Funes
Julio Romero Funes (? - Granada, 26 de marzo de 1944) fue un policía español, reconocido miembro de la Policía franquista en Granada.

## Biografía
Policía de profesión, en julio de 1936 era inspector y estaba adscrito a la Comisaría de Vigilancia de Granada. 
Tras el triunfo de la sublevación militar en Granada y el comienzo de la Guerra Civil, Romero Funes fue nombrado jefe de la policía, quedó a las órdenes del comandante Valdés. Desde este puesto, Romero Funes fue uno de los responsables de la represión en Granada, y algunos autores señalan su responsabilidad en la muerte de centenares de personas. Para las labores de represión llegó a disponer incluso de su propio grupo de ejecutores, la «Escuadra del Panadero». Romero Funes también dirigió junto al capitán José Nestares Cuéllar y el policía Ángel Martín su propia escuadrilla de represión, las llamadas «Patrullas volantes».
Algunos autores han señalado a Romero Funes como uno de los implicados en la detención y asesinato del poeta Federico García Lorca.
Tras el final de la contienda pasó al Cuerpo General de Policía y siguió adscrito a la Comisaría de Granada. El 26 de marzo de 1944 resultó muerto en un confuso tiroteo con guerrilleros antifranquistas. Aunque durante mucho tiempo su muerte se ha atribuido a los hermanos Quero, jefes de una conocida partida del «maquis» de Granada, lo cierto es que la autoría sigue siendo una incógnita. Su muerte produjo una gran movilización social en Granada, y motivó el envío desde la Dirección General de Seguridad en Madrid de un grupo especializado de la Brigada Político-Social para la lucha contra las guerrillas antifranquistas de la sierra.
En 1945 fue condecorado póstumamente con la Medalla de Oro del Mérito Policial.